# Abacetus immarginatus
Abacetus immarginatus es una especie de escarabajo terrestre de la subfamilia Pterostichinae.  Fue descrito por Straneo en 1956. 